# Jugoslawische Fußballnationalmannschaft (U-17-Junioren)
Die jugoslawische U-17-Fußballnationalmannschaft war eine Auswahlmannschaft jugoslawischer Fußballspieler. Sie unterlag dem Jugoslawischen Fußballverband und repräsentierte ihn international auf U-17-Ebene, etwa in Freundschaftsspielen gegen die Auswahlmannschaften anderer nationaler Verbände, bei U-16-Europameisterschaften und U-17-Weltmeisterschaften.
Die Mannschaft wurde 1990 Vize-Europameister. 1982 erreichte sie den dritten Platz, 1984 den vierten Platz.
Für eine Weltmeisterschaft konnte sie sich nicht qualifizieren.

## Teilnahme an U-17-Weltmeisterschaften
(Bis 1989 U-16-Weltmeisterschaft)
| 1985 | nicht qualifiziert |
| 1987 | nicht qualifiziert |
| 1989 | nicht qualifiziert |
| 1991 | nicht qualifiziert |

## Teilnahme an U-16-Europameisterschaften
| 1982 | 3. Platz           |
| 1984 | 4. Platz           |
| 1985 | Vorrunde           |
| 1986 | nicht qualifiziert |
| 1987 | Vorrunde           |
| 1988 | Vorrunde           |
| 1989 | Vorrunde           |
| 1990 | 2. Platz           |
| 1991 | Vorrunde           |
| 1992 | Vorrunde           |